# John Paterson
Pour l’article homonyme, voir Paterson.
Pas d'image ? Cliquez ici

b Matchs officiels uniquement.
John Paterson, né le 19 décembre 1900 et mort le 25 septembre 1970 à Liverpool, est un joueur de rugby à XV écossais, ayant occupé le poste de troisième ligne aile pour l'Écosse de 1925 à 1929, période faste de celle-ci dans le Tournoi des Cinq Nations (4 victoires de 1925 à 1929).

## En équipe nationale
John Paterson honore sa première cape internationale à l'âge de 24 ans le 24 janvier 1925 contre l'équipe de France. Il évolue pour l'équipe d'Écosse qui remporte le Grand Chelem en 1925. John Paterson joue 21 matchs consécutifs pour l'Écosse. Il connaît sa dernière cape internationale à l'âge de 28 ans le 16 mars 1929 contre l'Angleterre.

## Palmarès
- Quatre victoires dans le Tournoi, en 1925 (1er Grand Chelem écossais), 1926 (ex æquo avec l'Irlande), 1927 (ex æquo avec l'Irlande) et 1929.

## Statistiques en équipe nationale
- 21 sélections en équipe d'Écosse, de 1925 à 1929.
- 6 points (2 essais)
- Sélections par années: 4 en 1925, 4 en 1926, 5 en 1927, 4 en 1928, 4 en 1929